# István Beé
István Beé, född den 4 juli 1972 i Budapest, Ungern, är en ungersk kanotist.
Han tog bland annat VM-guld i K-4 200 meter i samband med sprintvärldsmästerskapen i kanotsport 1998 i Szeged.